# Confédération des syndicats autonomes du Sénégal
Pour les articles homonymes, voir Confédération des syndicats autonomes.
La Confédération des syndicats autonomes du Sénégal (CSA) est un syndicat sénégalais.

## Organisation
Elle est membre de la Confédération syndicale internationale (CSI).
Son siège se trouve aux Parcelles Assainies U22-010 à Dakar.
En 2023, son Secrétaire général est Elimane Diouf.